# سوزان ر. بولتون
سوزان ر. بولتون (بالإنجليزية: Susan R. Bolton)‏ هي قاضية ومحامية أمريكية، ولدت في 1 سبتمبر 1951 في فيلادلفيا في الولايات المتحدة.